# الفلوجة، المذبحة المخفية
الفلوجة، المذبحة المخفية (بالإيطالية: Fallujah. La strage nascosta)‏ هو فيلم وثائقي إيطالي من تأليف سيغفريدو رانوتشي وماوريتسيو توريالتا وعرض لأول مرة في إيطاليا على قناة راي بتاريخ 8 تشرين الثاني/نوفمبر 2005.
يوثق الفيلم لعدة نقاط أبرزها:
- جرائم الحرب التي إرتكبتها القوات الأمريكية ضد المدنيين في الفلوجة.
- استخدام الأسلحة الكيميائية من قبل الولايات المتحدة.
- انتهاكات حقوق الإنسان من قبل القوات الأمريكية ونظيرتها العراقية.

## وصلات خارجية
- لمشاهدة النسخة العربية من الفيلم.